# Манжета сантехническая
Манжета сантехническая для канализационных труб представляет из себя эластичное изделие из резины (или резиноподобных полимеров), которое используются в качестве переходного элемента, а также служит для подключения сантехнических приборов к системе канализации и позволяет состыковать трубы разных диаметров и/или из разных материалов, обеспечивая герметичность соединения.
По типу манжеты можно разделить на несколько видов:
1. манжеты предназначенные для подключения к канализации сливных шлангов от бытовой техники. Их легко узнать по маркировке, где первое число — диаметр канализационной трубы, для которой предназначено уплотнение, второе — диаметр сливного шланга. Манжета для подключения стиральной машины 50*25

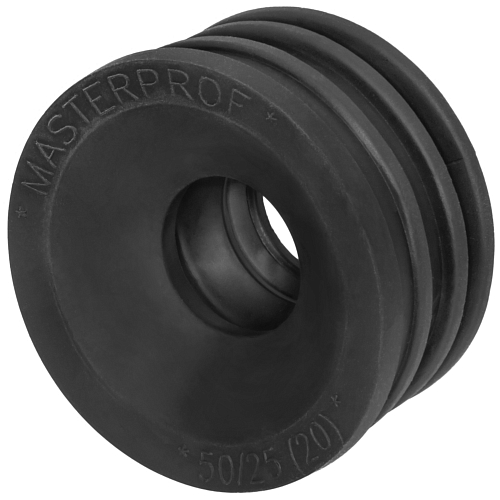
Манжета для подключения стиральной машины 50*25

2. манжеты переходные для раструбных полимерных канализационных труб, позволяющие герметично соединить между собой две трубы разного диаметра. В их маркировке присутствуют диаметры, характерные для раструбных полимерных канализационных труб. (50*40, 50*32, 40*32)Манжета 50*32

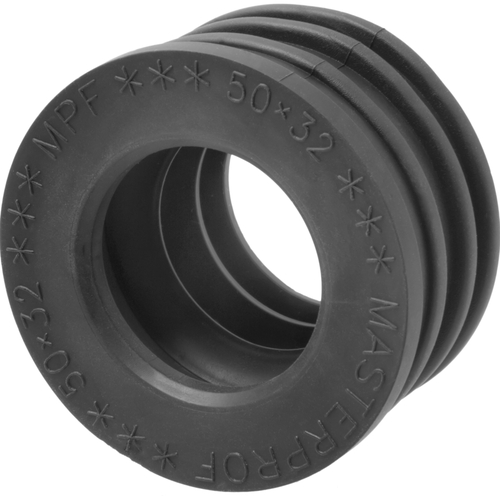
Манжета 50*32

3. манжеты переходные для соединения раструбных полимерных канализационных и чугунных труб (вторые были весьма распространены в советское время и встречаются в старых домах по настоящее время, хотя их постепенно вытесняют полимерные коммуникации). В их маркировке фигурируют диаметры канализационных и полимерных труб. (73*50, 124*110)

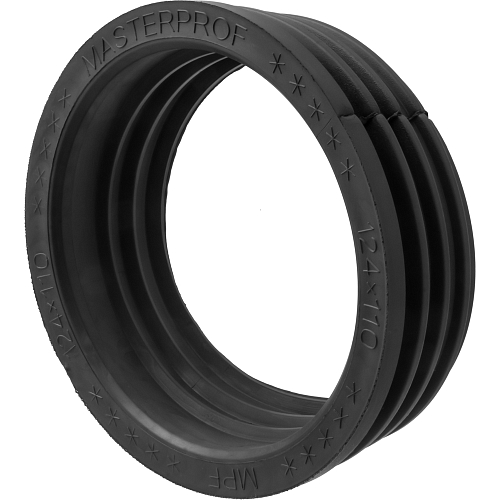
Манжета сантехническая 124*110

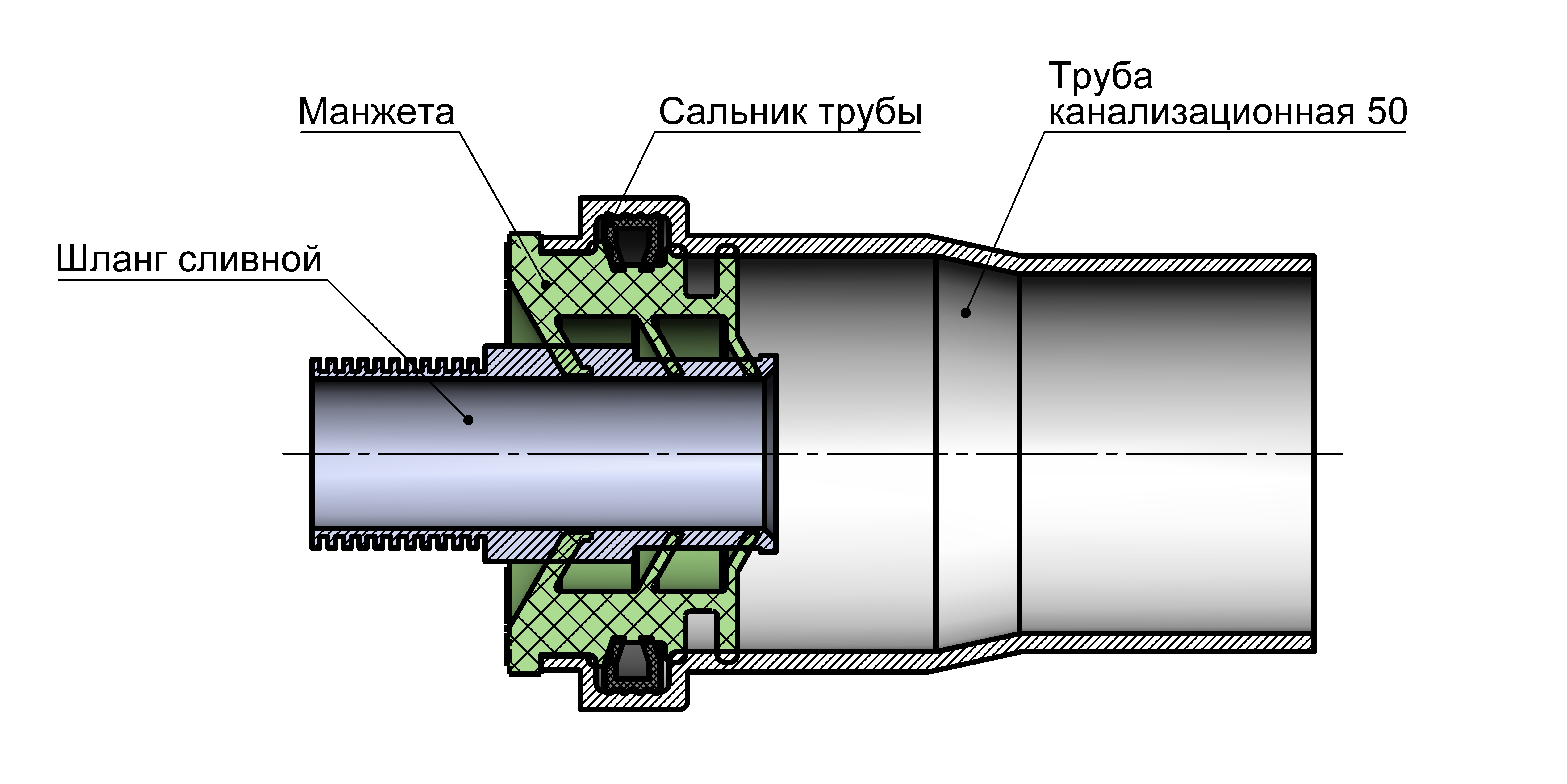
схема установки сантехнической манжеты

Манжеты сантехнические имеют наружное оребрение, позволяющее надежно зафиксировать манжету в просвете раструба канализационной трубы, а также исключить ее самопроизвольное выпадение или протечки. Внутренняя часть изделия представляет три (а иногда четыре) последовательно расположенных кольцевых уплотнения, называемых также лепестками. Их форма, расположение, направление, а также количество обеспечивают надежное и герметичное соединение.